# Лорен Бэколл
Ло́рен Бэко́лл, также Лорен Баколл (англ. Lauren Bacall; настоящее имя Бетти Джоан Перски (англ. Betty Joan Perske); 16 сентября 1924[…], Бронкс, Нью-Йорк, США — 12 августа 2014[…], Манхэттен, Нью-Йорк, США) — американская актриса, признанная Американским институтом кино одной из величайших кинозвезд в истории Голливуда.
Вдова Хамфри Богарта, «хозяйка норы» Крысиной стаи. Обладательница почётных «Оскара» (2010) и «Сезара» (1996), двух «Золотых глобусов» и двух премий «Тони».

## Биография
Лорен Бэколл (урождённая Бетти Джоан Перски) родилась 16 сентября 1924 года в Бронксе (Нью-Йорк) в еврейской семье. По словам самой актрисы, её мать и бабушка были иммигрантами из Ясс (Королевство Румыния). Мать — Натали Вайнштейн-Бакал (1901—1972) — работала секретаршей, а отец — Вульф Уильям Перски (1889—1982), чья семья иммигрировала из Воложинa — занимался торговлей.
Лорен Бэколл — родственница 9-го президента Израиля Шимона Переса (она говорила, что он её «cousin», поэтому в прессе встречается ошибочное утверждение, будто они были двоюродными братом и сестрой). Когда будущей актрисе было 5 лет, отец оставил семью. Как рассказывала сама актриса, в восемь лет она взяла фамилию бабушки — Бэкол (Bacal), а позднее удвоила последнюю букву для более лёгкого произношения.
Лорен Бэколл начинала свою карьеру в качестве фотомодели и к 19 годам добилась такой известности, что её пригласили сниматься в фильме «Иметь и не иметь» вместе с Хамфри Богартом. Вскоре они поженились и вдвоём сыграли ещё в трёх картинах. Бэколл была признана одной из первых красавиц Голливуда, играла с Мэрилин Монро в фильме «Как выйти замуж за миллионера» (1953). После смерти Богарта в 1957 году была помолвлена с Фрэнком Синатрой, затем вышла замуж за лауреата премии «Оскар» актёра Джейсона Робардса («Однажды на Диком Западе»).
На исходе 1960-х годов кинокарьера Бэколл стала «пробуксовывать», и она сосредоточилась на работе в театре. С большим успехом играла на Бродвее в спектакле «Аплодисменты», за который в 1970 году получила свою первую премию «Тони». Среди фильмов этих лет — детектив «Убийство в „Восточном экспрессе“» (1974) и вестерн «Самый меткий» (1976). В 1978 году стала бестселлером первая часть её автобиографической трилогии.
Отметив семидесятилетний юбилей, Бэколл вернулась к активной работе в кино. В 1993 году она и Грегори Пек сыграли пожилых любовников в телефильме «Портрет». За роль второго плана в мелодраме Барбры Стрейзанд «У зеркала два лица» (1996) завоевала «Золотой глобус» и была номинирована на «Оскар». В том же году была награждена призом «Сезар» за выдающийся вклад в развитие киноискусства. Вместе с Николь Кидман сыграла в фильмах «Догвилль» (2003) и «Рождение» (2004). Продолжала сниматься в кино и озвучивала мультфильмы.
Являясь убеждённой сторонницей Демократической партии, Бэколл часто появлялась в ток-шоу, едко комментируя современное состояние американского кинематографа. В 2010 году удостоена почётной премии «Оскар» за вклад в развитие кино.
Актриса скончалась 12 августа 2014 года от обширного инсульта в своей нью-йоркской квартире в «Дакоте», не дожив месяца до 90-летия.
Лорен Бэколл на протяжении многих лет коллекционировала предметы искусства, антикварную мебель и ювелирные украшения. Многие украшения были изготовлены на заказ знаменитыми ювелирами Элизабет Гейдж и Жаном Шлюмберже. После смерти актрисы часть коллекции была выставлена на торги аукционного дома Bonhams. Коллекция украшений и предметов искусства Лорен Бэколл была оценена в 3 000 000 долларов.

## Фильмография
| Год  |     | Русское название                                                  | Оригинальное название                                | Роль                                  |
| ---- | --- | ----------------------------------------------------------------- | ---------------------------------------------------- | ------------------------------------- |
| 1944 | ф   | Иметь и не иметь                                                  | To Have and Have Not                                 | Мэри «Худышка» Браунинг               |
| 1945 | ф   | Секретный агент                                                   | Confidential Agent                                   | Роза Каллен                           |
| 1946 | ф   | Два парня из Милуоки                                              | Two Guys from Milwaukee                              | играет саму себя, в титрах не указана |
| 1946 | ф   | Глубокий сон                                                      | The Big Sleep                                        | Вивиан Стернвуд Ратледж               |
| 1947 | ф   | Чёрная полоса                                                     | Dark Passage                                         | Айрин Дженсен                         |
| 1948 | ф   | Ки-Ларго                                                          | Key Largo                                            | Нора Темпл                            |
| 1950 | ф   | Трубач                                                            | Young Man with a Horn                                | Эми Норт                              |
| 1950 | ф   | Яркий лист                                                        | Bright Leaf                                          | Соня Ковач                            |
| 1953 | ф   | Как выйти замуж за миллионера                                     | How to Marry a Millionaire                           | Шатци Пейдж                           |
| 1954 | ф   | Мир женщины                                                       | Woman's World                                        | Элизабет Бёрнс                        |
| 1955 | с   | Продюсерская витрина                                              | Producers' Showcase                                  | Габби Мейпл                           |
| 1955 | ф   | Паутина                                                           | The Cobweb                                           | Мег Фаверсен Райнхарт                 |
| 1955 | ф   | Кровавая аллея                                                    | Blood Alley                                          | Кэти Грейнджер                        |
| 1956 | с   | —                                                                 | Ford Star Jubilee                                    | Эльвира Кондомин                      |
| 1956 | ф   | Слова, написанные на ветру                                        | Written on the Wind                                  | Люси Мур Хэдли                        |
| 1957 | ф   | Модельерша                                                        | Designing Woman                                      | Марилла Браун Хаген                   |
| 1958 | ф   | Дар любви                                                         | The Gift of Love                                     | Джули Бек                             |
| 1959 | ф   | Северо-западная граница                                           | North West Frontier                                  | Кэтрин Уайетт                         |
| 1963 | с   | —                                                                 | The DuPont Show of the Week                          | Лоррейн Босуэлл                       |
| 1963 | с   | Доктор Килдэр                                                     | Dr. Kildare                                          | Вирджиния Херсон                      |
| 1964 | ф   | Шокотерапия                                                       | Shock Treatment                                      | д-р Эдвина Бейгли                     |
| 1964 | с   | Мистер Бродвей                                                    | Mr. Broadway                                         | Барбара Лейк                          |
| 1964 | ф   | Секс и незамужняя девушка                                         | Sex and the Single Girl                              | Сильвия Бродерик                      |
| 1965 | с   | Боб Хоуп представляет                                             | Bob Hope Presents the Chrysler Theatre               | Аманда / Барбара                      |
| 1966 | ф   | Харпер                                                            | Harper                                               | Илейн Сэмпсон                         |
| 1973 | тф  | Аплодисменты                                                      | Applause                                             | Марго Ченнинг                         |
| 1974 | ф   | Убийство в «Восточном экспрессе»                                  | Murder on the Orient Express                         | миссис Гарриет Белинда Хаббард        |
| 1976 | ф   | Самый меткий                                                      | The Shootist                                         | Бонд Роджерс                          |
| 1978 | тф  | Идеальный джентльмен                                              | Perfect Gentlemen                                    | миссис Лиззи Мартин                   |
| 1979 | с   | Досье детектива Рокфорда                                          | The Rockford Files                                   | Кендалл Уоррен                        |
| 1980 | ф   | Здоровый образ жизни                                              | Health                                               | Эстер Брилл                           |
| 1981 | ф   | Поклонник                                                         | The Fan                                              | Салли Росс                            |
| 1988 | ф   | Свидание со смертью                                               | Appointment with Death                               | леди Вестхольм                        |
| 1988 | ф   | Мистер Норт                                                       | Mr. North                                            | миссис Кранстон                       |
| 1989 | ф   | —                                                                 | Tree of Hands                                        | Марша Аршдейл                         |
| 1989 | тф  | Ужин в восемь                                                     | Dinner at Eight                                      | Карлотта Вэнс                         |
| 1990 | тф  | Немного солнца                                                    | A Little Piece of Sunshine                           | Беатрикс Колтрейн                     |
| 1990 | ф   | Мизери                                                            | Misery                                               | Марша Синделл                         |
| 1990 | мф  | Реальная история трех маленьких котят                             | The Real Story of the Three Little Kittens           | Фризельда                             |
| 1991 | ф   | Всё, что я хочу на Рождество                                      | All I Want for Christmas                             | Лиллиан Брукс                         |
| 1991 | ф   | Звезда для двоих                                                  | A Star for Two                                       | Эдвига                                |
| 1993 | тф  | Портрет                                                           | The Portrait                                         | Фанни Чёрч                            |
| 1993 | с   | —                                                                 | The General Motors Playwrights Theater               | —                                     |
| 1993 | тф  | Чужое поле                                                        | A Foreign Field                                      | Лиза                                  |
| 1994 | ф   | Высокая мода                                                      | Prêt-à-Porter: Ready to Wear                         | Слим Крайслер                         |
| 1995 | тф  | Из архива миссис Базиль Э. Франквайлер, самого запутанного в мире | From the Mixed-Up Files of Mrs. Basil E. Frankweiler | миссис Бэзил Э. Фрэнкуайлер           |
| 1996 | ф   | У зеркала два лица                                                | The Mirror Has Two Faces                             | Ханна Морган                          |
| 1996 | ф   | Мои дорогие американцы                                            | My Fellow Americans                                  | Маргарет Крамер                       |
| 1997 | ф   | День и ночь                                                       | Le Jour et la Nuit                                   | Соня                                  |
| 1998 | с   | Надежда Чикаго                                                    | Chicago Hope                                         | Самара Виско Кляйн                    |
| 1999 | тф  | Тайная жизнь Дорис Дюк                                            | Too Rich: The Secret Life of Doris Duke              | Дорис Дюк                             |
| 1999 | мф  | —                                                                 | Madeline: Lost in Paris                              | мадам Лакрок                          |
| 1999 | ф   | Бриллианты                                                        | Diamonds                                             | Син-Ди                                |
| 1999 | ф   | Проект Венеры                                                     | The Venice Project                                   | графиня Камилла Вольта                |
| 1999 | ф   | Присутствие духа                                                  | Presence of Mind                                     | Мадо Ремеи                            |
| 2003 | ф   | Догвилль                                                          | Dogville                                             | Ма Джинджер                           |
| 2004 | мф  | Ходячий замок                                                     | Hauru no Ugoku Shiro                                 | Ведьма Пустоши                        |
| 2004 | ф   | Рождение                                                          | Birth                                                | Элеанор                               |
| 2004 | в   | Предел терпения                                                   | Gone Dark / The Limit                                | Мэй Маркхэм                           |
| 2004 | кор | —                                                                 | Amália Traïda                                        | телеведущая                           |
| 2005 | ф   | Мандерлей                                                         | Manderlay                                            | Мэм                                   |
| 2006 | ф   | Эти глупые вещи                                                   | These Foolish Things                                 | дама Лидия                            |
| 2006 | с   | Клан Сопрано                                                      | The Sopranos                                         | камео                                 |
| 2007 | ф   | Эскорт для дам                                                    | The Walker                                           | Натали Ван Митер                      |
| 2008 | кор | Ева                                                               | Eve                                                  | бабушка                               |
| 2008 | мф  | Скуби-Ду и король гоблинов                                        | Scooby-Doo! and the Goblin King                      | Верховная ведьма                      |
| 2010 | ф   | —                                                                 | Wide Blue Yonder                                     | Мэй                                   |
| 2012 | мф  | Эрнест и Селестина: Приключения мышки и медведя                   | Ernest et Célestine                                  | воспитательница детского дома         |
| 2012 | ф   | Кармел                                                            | The Forger                                           | Анна-Мари                             |
| 2014 | мс  | Гриффины                                                          | Family Guy                                           | Эвелин (эпизод Mom’s the Word)        |

## Награды
- 1970 — Премия «Тони» — лучшая женская роль в мюзикле, за мюзикл «Аплодисменты»
- 1981 — Премия «Тони» — лучшая женская роль в мюзикле, за мюзикл «Женщина года»
- 1993 — Премия «Золотой глобус» — Премия Сесиля Б. Де Милля
- 1997 — Премия «Золотой глобус» — лучшая женская роль второго плана, за фильм «У зеркала два лица»
- 1997 — Премия Гильдии киноактёров США — лучшая женская роль второго плана, за фильм «У зеркала два лица»
- 1997 — Почетный приз Berlinale Camera Award 47-го Берлинского кинофестиваля за вклад в мировой кинематограф
- 2009 — Почётный «Оскар» — в знак признания её центрального места в фильмах Золотого века Голливуда

### Номинации
- 1973 — Премия «Эмми» — лучшая женская роль в мини-сериале или фильме, за фильм «Аплодисменты»
- 1977 — Премия BAFTA — лучшая женская роль, за фильм «Самый меткий»
- 1980 — Премия «Эмми» — лучшая женская роль в драматическом телесериале, за телесериал «Досье детектива Рокфорда»
- 1988 — Премия «Эмми» — лучший информационный телесериал, за телесериал «Великие представления»
- 1997 — Премия «Оскар» — лучшая женская роль второго плана, за фильм «У зеркала два лица»
- 1997 — Премия BAFTA — лучшая женская роль второго плана, за фильм «У зеркала два лица»

### на английском языке
- Lauren Bacall. Lauren Bacall: By Myself (англ.). — Knopf, 1978. — 377 p. — ISBN 978-0-3944-1308-2.
- Lauren Bacall. Now (англ.). — Knopf, 1994. — 214 p. — ISBN 978-0-3945-7412-7.
- Lauren Bacall. By Myself and Then Some (англ.). — Thorndike Press, 2005. — 1029 p. — ISBN 978-0-7862-7556-4.

- Shawn Levy. Rat Pack Confidential: Frank, Dean, Sammy, Peter, Joey and the Last Great Show Biz Party (англ.). — Crown, 1999. — 368 p. — ISBN 978-0-3854-9576-9.
- Laurence J. Quirk. Lauren Bacall: Her Films and Career (англ.). — Citadel Press, 2000. — 192 p. — ISBN 978-0-8065-1193-1.